# -is
-is är i det svenska språket ett suffix som används för att bilda nya ord.
Morfemet kan ha bildats ur latinets -is-ändelse. Ändlsen -is har använts i svenskan för att skapa nya ord åtminstone sedan 1700-talet.
Ord bildade med ändelsen är oftast tvåstaviga och har akut accent. Ändelsen avgör inte alltid ordklass för ordet, även om de flesta -is-ord är substantiv. Många -is-ord är adjektiv (såsom bakis, poppis, sotis) och det förekommer även enstaka adverb (bergis i betydelsen ”säkert”) och en interjektion (grattis). 
Ändelsen kan användas för substantivbildande avledning, till exempel kändis av adjektivet känd, för att skapa hypokorismer och andra liknande förkortningar, till exempel fjärris av fjärrkontroll eller poppis av populär, eller liknande bildningar, till exempel käftis av käft för tandläkare, eller som en sorts diminutiv eller förstärkare av positiva drag, som till exempel i kramis av kram.
Dess drag av parodisk latinism har bland annat varit ett element i äldre svensk studentslang (exempelvis Asis för ”anatomisk institution”, maskis för ”maskerad” eller uttrycket vara på dekis).